# Хаймес Фрейре, Рикардо
Рикардо Хаймес Фрейре (исп. Ricardo Jaimes Freyre; 12 мая 1868 — 24 апреля 1933) — боливийский поэт, дипломат, педагог, один из основоположников новой латиноамериканской поэзии. Был послом в Бразилии и США.

## Биография
- 1868 — родился в Перу в семье Хулио Лукаса Хаймеса, боливийского консула
- 1896 — вместе с Рубеном Дарио и Леопольдом Лугонесом основал журнал «Ревиста де Америка»
- 1917 — получил аргентинское гражданство
- 1921 — переехал в Боливию, где в последующие годы получил ряд высоких должностей: представитель своей страны в Лиге Наций, в Чили, в США, в Бразилии
- 1926 — стал кандидатом на пост президента республики. После избрания Эрнандо де Силеса (идейного противника Фрейре) отказался от дипломатической карьеры
- 1927 — вернулся в Аргентину
- 1933 — умер в Буэнос-Айресе

## Творческая деятельность
Рикардо Хаймес Фрейре проявил себя как поэт и как теоретик поэзии. Его книга «Законы кастильского стихосложения» — главный теоретический труд латиноамериканского модернизма. К лучшим поэтическим сборникам относится «Варварская Кастилия» (1897), который включает стихотворения на сюжеты скандинавских мифов. Характерная черта творчества поэта — экзотизм. Излюбленная форма — верлибр.